# DERL3
DERL3 (англ. Derlin 3) – білок, який кодується однойменним геном, розташованим у людей на короткому плечі 22-ї хромосоми. Довжина поліпептидного ланцюга білка становить 235 амінокислот, а молекулярна маса — 26 679.
| 10         |  | 20         |  | 30         |  | 40         |  | 50         |
| ---------- |  | ---------- |  | ---------- |  | ---------- |  | ---------- |
| MAWQGLAAEF |  | LQVPAVTRAY |  | TAACVLTTAA |  | VQLELLSPFQ |  | LYFNPHLVFR |
| KFQVWRLVTN |  | FLFFGPLGFS |  | FFFNMLFVFR |  | YCRMLEEGSF |  | RGRTADFVFM |
| FLFGGVLMTL |  | LGLLGSLFFL |  | GQALMAMLVY |  | VWSRRSPRVR |  | VNFFGLLTFQ |
| APFLPWALMG |  | FSLLLGNSIL |  | VDLLGIAVGH |  | IYYFLEDVFP |  | NQPGGKRLLQ |
| TPGFLKLLLD |  | APAEDPNYLP |  | LPEEQPGPHL |  | PPPQQ      |  |            |

A: Аланін

C: Цистеїн

D: Аспарагінова кислота

E: Глутамінова кислота

F: Фенілаланін

G: Гліцин

H: Гістидин

I: Ізолейцин

K: Лізин

L: Лейцин

M: Метіонін

N: Аспарагін

P: Пролін

Q: Глутамін

R: Аргінін

S: Серин

T: Треонін

V: Валін

W: Триптофан

Задіяний у такому біологічному процесі, як альтернативний сплайсинг. 
Локалізований у мембрані, ендоплазматичному ретикулумі.